# 横浜プールセンター

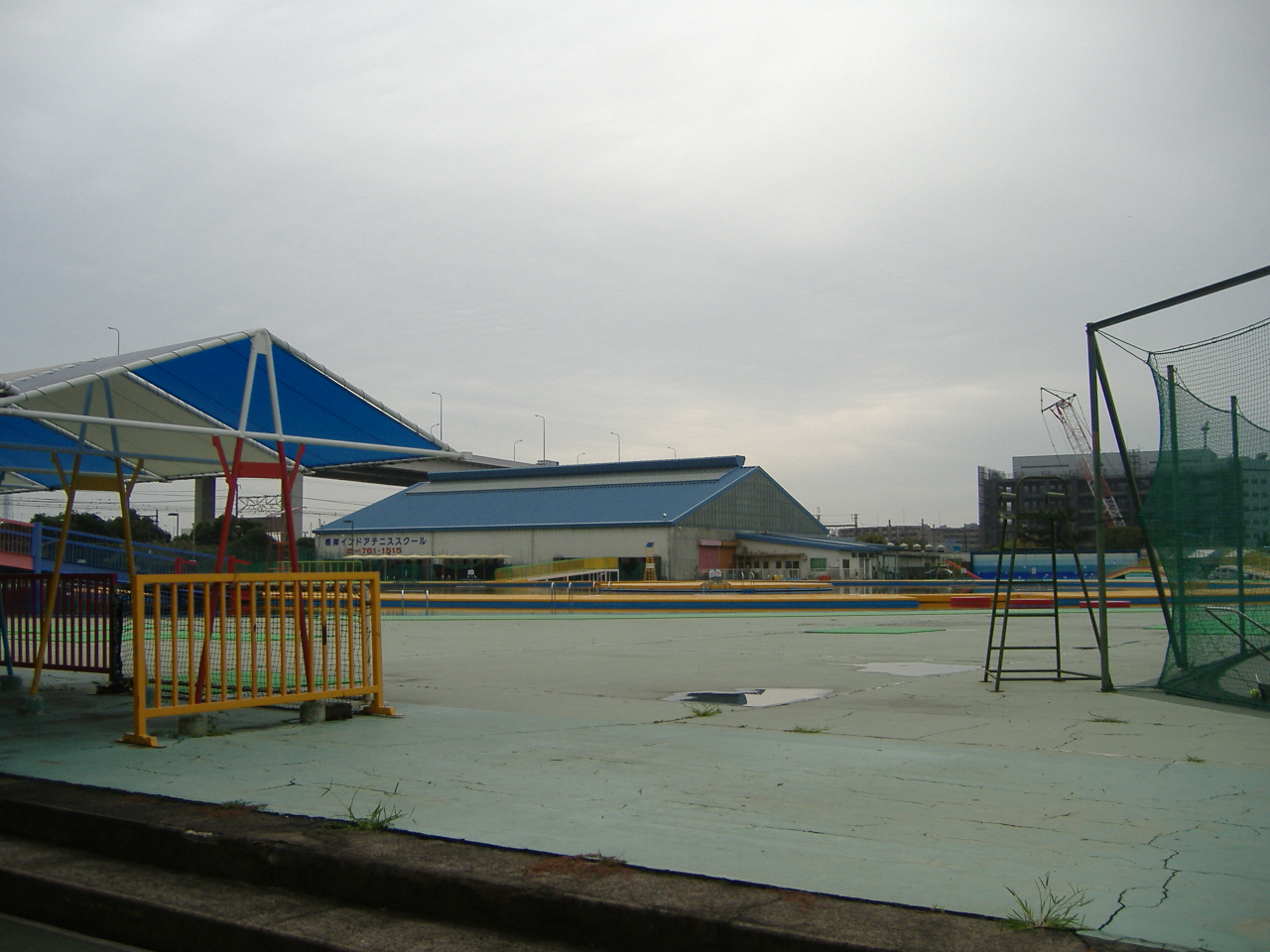
横浜プールセンター

横浜プールセンター（よこはまプールセンター）は、横浜市磯子区原町にあるレジャープール。通称・マンモスプール。

## 沿革
かつて根岸湾岸には数多くの海水浴場（1933年〈昭和8年〉時点で、本牧から杉田にかけて12ヶ所）があったが、根岸湾臨海工業地帯の造成が進み、1963年（昭和38年）には根岸湾埋立事業第1期工事竣工とともに全て姿を消した。これに代わり、当時の飛鳥田一雄横浜市長の公約により、市有地および鳳運河を埋め立てた土地へのプール建設が決定。1964年（昭和39年）12月に着工、総工費3億5千万円（埋立費用除く）を投じ、翌1965年7月1日にオープンした。
軟弱地盤のため、従来のコンクリート製ではなく、大規模プールとしては日本で初めて鋼板製を採用した。大プールは角の丸い90m四方の正方形で、直径14mの円形の中央ステージと幅5mのドーナツ状の島休憩所が配され、島休憩所とプールサイドの間は流れるプールとなっている。当初は大プールと幼児用の徒渉プール2面で構成されていたが、のちに小規模なウォータースライダーが設けられている。屋外で温水設備はなく、営業は7月から9月までのみである。
シーズンオフ対策として、開設当時は敷地周囲に幅8m、延長640mの自動車練習コースが設けられたが後に廃止され、現在はプールサイドにテニスコートが設けられている。
1969年（昭和44年）には、当地からほど近い中区の本牧市民公園内に本牧市民プールがオープンした。
近隣のコンビニエンスストアでは共通の割引入場券が販売され、近隣地元住民はプール窓口で住所確認のうえ特別割引入場券を購入できる。
平成に入り、かながわ・ゆめ国体の競技用プールとして改築も検討されたが、海水浴場代替としての近隣の児童のための施設であることを考慮し、利用者の署名活動もあり断念。競技用プールは横浜国際プールとして港北ニュータウンに建設された。
2021年（令和3年）5月、老朽化の影響で水を循環させる配管の23カ所で漏水箇所があることが判明し、修繕には1年以上の大規模改修が必要となることから、2021年度以降の営業を休止することを横浜市が発表した。

## 施設概要
- 所在地 - 〒235-0008 横浜市磯子区原町14-1
- 交通 - JR根岸線 根岸駅より徒歩で約10分。横浜市営バス「プールセンター前」バス停より徒歩2分。駐車場有り。
- 敷地面積 - 34,400m2
- 収容能力 - 予想最大入場者2万人、予想最大滞在者7千人。
- 大プール
  - 水面積 - 6,530m2
  - 総水量 - 6,600トン
  - 水深 - 最浅部0.6m、最深部1.5m
- 徒渉プール - 2面
- すべり台 - 長さ5ｍ×幅7ｍ
- 入場料金 - 大人800円、子供（3歳 - 中学生）200円（2008年（平成20年）現在。各種割引有り。）
- 指定管理者 - （公財）横浜市体育協会
- 飲食施設[4]、売店あり。

## その他
- すぐ南側をJR根岸線が走っており、車窓からプール全体を見ることができる（根岸駅 - 磯子駅間）。
- 地元の小学校の規則として、家からプールまで水着で行ってはいけない、というのがある。